# Euphorbia spiralis
Euphorbia spiralis là một loài thực vật thuộc họ Euphorbiaceae. Đây là loài đặc hữu của Yemen.